# Jörg Widmann

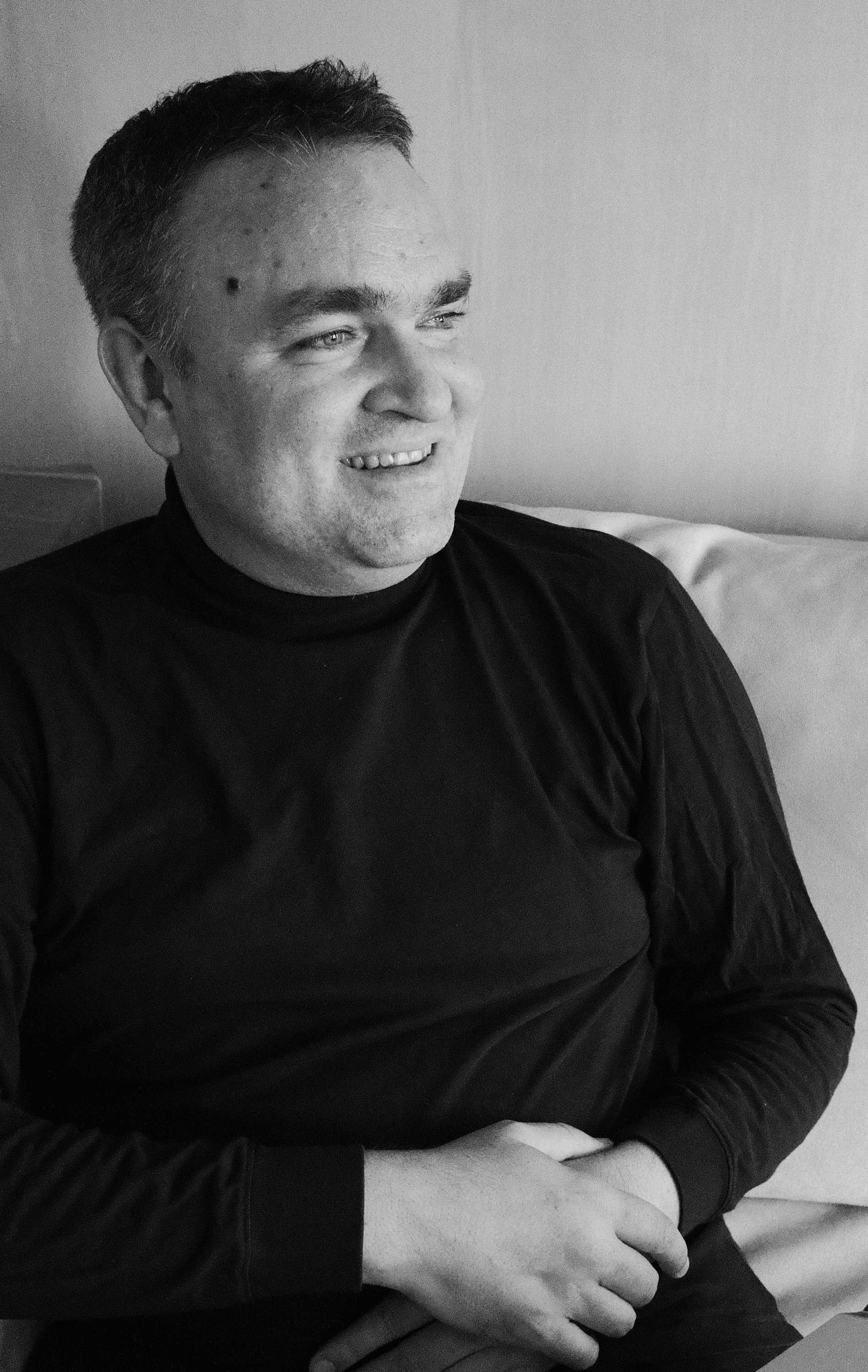
Jörg Widmann 2025

Jörg Widmann (* 19. Juni 1973 in München) ist ein deutscher Klarinettist und Komponist. Er lebt in München und Berlin.

## Leben und Wirken
Jörg Widmann wurde als Sohn eines Physikers und einer Lehrerin in München geboren. Seine Schwester ist die Violinistin Carolin Widmann (* 1976). 1980 erhielt Widmann ersten Klarinettenunterricht. Ein Jahr darauf wurde er Kompositionsschüler von Kay Westermann (* 1958), später von Hans Werner Henze, Wilfried Hiller, Heiner Goebbels und Wolfgang Rihm. Sein Klarinettenstudium absolvierte er an der Hochschule für Musik in München und an der Juilliard School of Music in New York. Nach dem Meisterklassendiplom 1997 in München folgten weitere Studien an der Musikhochschule Karlsruhe.
Als Solist ist Widmann zu Gast bei bedeutenden Orchestern im In- und Ausland und konzertierte mit Dirigenten wie Christoph von Dohnányi, Sylvain Cambreling und Kent Nagano. Mehrere Klarinettenkonzerte sind ihm gewidmet und durch ihn uraufgeführt worden: 1999 spielte er im Rahmen der „musica viva“ die Musik für Klarinette und Orchester von Wolfgang Rihm und 2006 mit dem WDR Sinfonieorchester Cantus von Aribert Reimann.
Zwischen 2001 und 2016 unterrichtete er in Nachfolge von Dieter Klöcker als Professor für Klarinette an der Musikhochschule Freiburg, wo er seit 2009 auch eine Doppelprofessur für Klarinette und Komposition am Institut für Neue Musik innehatte. Seit 2017 bekleidet er eine Kompositionsprofessur an der Barenboim-Said-Akademie Berlin.
2017/18 war er Composer in Residence des Gewandhausorchesters Leipzig, seit 2019 ist Jörg Widmann als Komponist, Dirigent und Klarinettist für drei Spielzeiten Artist in Residence beim WDR Sinfonieorchester. Außerdem hatte er in der Saison 2019/20 den „Richard and Barbara Debs Composer’s Chair“ der Carnegie Hall inne.
Widmann ist ordentliches Mitglied der Bayerischen Akademie der Schönen Künste und Mitglied der Akademie der Wissenschaften und der Literatur Mainz.

## Kompositorisches Werk
In seinem kompositorischen Schaffen widmet sich Jörg Widmann unterschiedlichen Genres. So konzipierte er beispielsweise für großes Orchester eine Trilogie über die Projektion vokaler Formen auf instrumentale Besetzungen. Sie besteht aus den Werken Lied (uraufgeführt 2003 und auf CD eingespielt von den Bamberger Symphonikern mit Jonathan Nott), Chor (uraufgeführt 2004 vom Deutschen Symphonie-Orchester mit Kent Nagano) und Messe, das im Juni 2005 von den Münchner Philharmonikern unter der Leitung von Christian Thielemann zur Uraufführung gebracht wurde. 2007 haben Pierre Boulez und die Wiener Philharmoniker sein Orchesterwerk Armonica uraufgeführt.
Zentral im kammermusikalischen Schaffen stehen seine Streichquartette: I. Streichquartett (1997), gefolgt von Choralquartett und Jagdquartett, das 2003 durch das Arditti Quartett uraufgeführt wurde. 2005 komplettierten die Uraufführungen des IV. Streichquartetts und von Versuch über die Fuge (V. Streichquartett mit Sopran) durch Juliane Banse und das Artemis Quartett die Werkreihe, die als ein großer Quartettzyklus gedacht ist. In den Jahren 2019 bis 2022 komponierte Widmann einen weiteren fünfteiligen Streichquartett-Zyklus, bestehend aus sogenannten „Beethoven-Studien“: Studie über Beethoven (6. Streichquartett), Streichquartette Nr. 7–9 ohne abweichenden Werktitel und Cavatina (10. Streichquartett).
Nach der Uraufführung 2012 an der Bayerischen Staatsoper wurde im Jahr 2019 eine neue Berliner Fassung seiner Oper Babylon an der Berliner Staatsoper Unter den Linden unter der Regie von Andreas Kriegenburg und der musikalischen Leitung von Christopher Ward zur Aufführung gebracht. Eine weitere Inszenierung hatte im Mai 2022 am Hessischen Staatstheater Wiesbaden Premiere.
Widmanns Werke werden exklusiv beim Verlag Schott Music verlegt.

## Preise
- 1996: Kulturförderpreis der Landeshauptstadt München
- 1997: Bayerischer Staatspreis für junge Künstler
- 1999: Belmont-Preis für zeitgenössische Musik der Forberg-Schneider-Stiftung
- 2001: Louis-Spohr-Medaille der Stadt Seesen
- 2002: Schneider-Schott-Musikpreis Mainz; Hindemith-Preis
- 2003: Förderpreis der Ernst von Siemens Stiftung; Ehrenpreis der Münchner Opernfestspiele
- 2003: Auszeichnung von Das Gesicht im Spiegel als „wichtigste Uraufführung der Saison“ der Kritikerumfrage der Zeitschrift Opernwelt
- 2004: Arnold-Schönberg-Preis
- 2006: Kompositionspreis des SWR-Sinfonieorchesters Baden-Baden und Freiburg (für Zweites Labyrinth)
- 2006: Claudio-Abbado-Preis der Orchester-Akademie der Berliner Philharmoniker
- 2007: Preis der Christoph-und-Stephan-Kaske-Stiftung; Mitglied der Freien Akademie der Künste Hamburg und der Deutschen Akademie der Darstellenden Künste
- 2008/09: Stoeger Prize der New Yorker Chamber Music Society of Lincoln Center für besondere Leistungen auf dem Gebiet der Kammermusik
- 2010: Marsilius-Medaille der Universität Heidelberg
- 2018: Robert Schumann-Preis für Dichtung und Musik der Akademie der Wissenschaften und der Literatur Mainz[9]
- 2018: Bayerischer Maximiliansorden für Wissenschaft und Kunst
- 2019: Opus Klassik in der Kategorie „Komponist des Jahres“[10]
- 2021: Musikpreis der Landeshauptstadt München[11]
- 2021: Würth-Preis der Jeunesses Musicales Deutschland
- 2023: Bach-Preis der Freien und Hansestadt Hamburg[12]

## Werke (Auswahl)

### Opern und Oratorium
- Absences Schuloper (1990)
- Das Gesicht im Spiegel, Musiktheater in 16 Szenen, Libretto von Roland Schimmelpfennig (2003); Erstaufführung der revidierten Fassung Deutsche Oper am Rhein, Opernhaus Düsseldorf, 2010
- Babylon, Oper in 7 Szenen, Libretto von Peter Sloterdijk (2012, überarbeitete Fassung 2019)
- Arche, Oratorium für Sopran- und Baritonsolo, Knabensopran, Mädchen und Junge als Sprecher, Kinderchor, zwei gemischte Chöre, Orgel und großes Orchester (2016)

### Orchesterwerke
- Implosion für Orchester (2001)
- Lichtstudie I für Orchester (2001)
- Freie Stücke für Ensemble (2002)
- Lied für Orchester (2003)
- Chor für Orchester (2004)
- Messe für großes Orchester (2005)
- Labyrinth für 48 Saiteninstrumente (2005)
- Con brio für Orchester (2008)
- Antiphon für Orchestergruppen (2008)
- Partita Fünf Reminiszenzen für großes Orchester (2017–2018)

### Werke für Soloinstrumente/Gesang und Orchester
- Kreisleriana Konzertstück für Violine und Kammerorchester (1993)
- ad absurdum für Trompete und Orchester (2002)
- Lichtstudie (I–VI) für Violine, Viola, Akkordeon, Klarinette, Klavier und Orchester (2004)
- Elegie für Klarinette und Orchester (2006)
- Echo-Fragmente für Klarinette und Orchestergruppen (2006)
- Armonica für Glasharmonika und Orchester (2007)
- 2 Violinkonzerte (2007 und 2018)
- Oboenkonzert (2009)
- Zirkustänze (2012), Suite für Klavier. Auftragswerk der Carnegie Hall Corporation New York.
- Trauermarsch, für Klavier und Orchester (2014).
- Viola Concerto (2015)
- Das heiße Herz Liederzyklus für Bariton und Orchester (2018)
- Towards Paradise (Labyrinth VI) für Trompete und Orchester (2021)

### Kammermusik
- Streichquartette
- Fünf Bruchstücke für Klarinette und Klavier (1997)
- Nachtstück für Klavier, Klarinette und Violoncello (1998)
- Fieberphantasie für Klavier, Streichquartett und Klarinette (mit Bassklarinette) (1999)
- Skelett für Schlagzeug (2004)
- Air für Horn solo (2005)
- Kinderreime und Nonsensverse für 5 Männerstimmen und kleines Orchester (2017)
- 7 Capricci für Saxophonquartett (2021)
- Bunte Blätter für zwei Klaviere (2022)

## Diskografie
- Die Streichquartette, Leipziger Streichquartett (MDG 2008)
- Oktette, Schubert F-Dur (1824) und Widmann (2004), (Cavi-music 8553209 harmoni mundi 2009)
- Erkki-Sven Tüür – Strata (ECM 2010) mit Carolin Widmann und dem Nordic Symphony Orchestra unter Anu Tali
- J. Widmann – Elegie (ECM 2011) mit der Deutschen Radio Philharmonie unter Christoph Poppen
- Ludwig van Beethoven: Sinfonie Nr. 7, Sinfonie Nr. 8 und J. Widmann – Con brio Konzertouvertüre für Orchester (BR-KLASSIK 2013) mit dem Symphonieorchester des Bayerischen Rundfunks unter Mariss Jansons, diese Produktion wurde mit dem Choc de Classica ausgezeichnet.
- J. Widmann – Arche (ECM, DDD, 2017) mit dem Philharmonischen Staatsorchester Hamburg, der Audi Jugendchorakademie, der Hamburger Alsterspatzen und dem Chor der Hamburgischen Staatsoper unter Kent Nagano, für diese Produktion wurde Widmann mit dem Echo Klassik 2019 in der Kategorie Komponist des Jahres ausgezeichnet.[10][13][14]

## Filmdokumentation
- 2022: Im Labyrinth – Der Musiker Jörg Widmann. Regie: Holger Preuße (BR/ARTE)[15]